# Samarij Michajlovič Gurarij
Samarij Michajlovič (Michoel-Lejbovič) Gurarij (1. listopadu 1916, Kremenčuk – 7. prosince 1998, New York) byl sovětský fotograf a zasloužilý pracovník kultury RSFSR. Pracoval také pro zpravodajskou agenturu RIA Novosti.

## Životopis
Narodil se 1. listopadu 1916 v Kremenčugu (nyní Poltava, Ukrajina) v rodině Michoela-Leiba Gurariho (1881–1925). Od roku 1921 žil v Moskvě. Na počátku třicátých let studoval fotografii v ilustračním oddělení novin Izvestija. Od roku 1934 byl profesionálním fotoreportérem. Člen KSSS od roku 1942. Během Velké vlastenecké války byl frontovým fotoreportérem pro magazín Izvestija. Fotografoval na mnoha frontách a měl také příležitost dokumentovat takové historické události, jako je Přehlídka na Rudém náměstí 7. listopadu 1941, Jaltskou a Postupimskou konferenci, či vítěznou přehlídku v Moskvě 24. června 1945. Od roku 1946 pracoval pro nakladatelství a pro odborové časopisy a od roku 1956 pracoval pro noviny Trud. Portrétoval Jurije Gagarina, vůdce sovětského státu atd.
Zemřel 7. prosince 1998 v New Yorku, kde žil v posledních letech. Byl pohřben v Moskvě na Vostrjakovském hřbitově.

## RIA Novosti
Pracoval pro ruskou informační agenturu RIA Novosti, což byla státní zpravodajská agentura pro mezinárodní informace se sídlem v Moskvě. Historie agentury sahá do 24. června 1941, kdy dva dny po napadení Sovětského Svazu byla založena Sovětská informační kancelář (Советское Информационное Бюро; Совинформбюро). Byla založena usnesením vlády Sovětského svazu a ÚV KSSS. Jejím hlavním úkolem bylo přinášet informace o zahraničních vojenských událostech a o událostech v domácím životě. V jisté době byl vydáván bulletin v papírové podobě a vysílán v rádiu (od 14. října 1941 do 3. března 1942). Hlavním úkolem bylo sestavovat zprávy o situaci na frontové válečné linii, situaci na domácí frontě a v partyzánském hnutí. Dne 9. prosince 2013 podepsal ruský prezident Vladimir Putin dekret o zrušení této agentury a rozhlasové stanice Hlas Ruska a jejich sloučení do nově vzniklé agentury Rusko dnes (Rossija segodňa).

## Ceny a ocenění
- Zasloužilý pracovník kultury RSFSR[2]
- Řád Rudé Hvězdy (19. února 1943)[2]
- Řád vlastenecké války, II. Stupeň (6. dubna 1985)
- Řád Odznak cti[2]

## Galerie

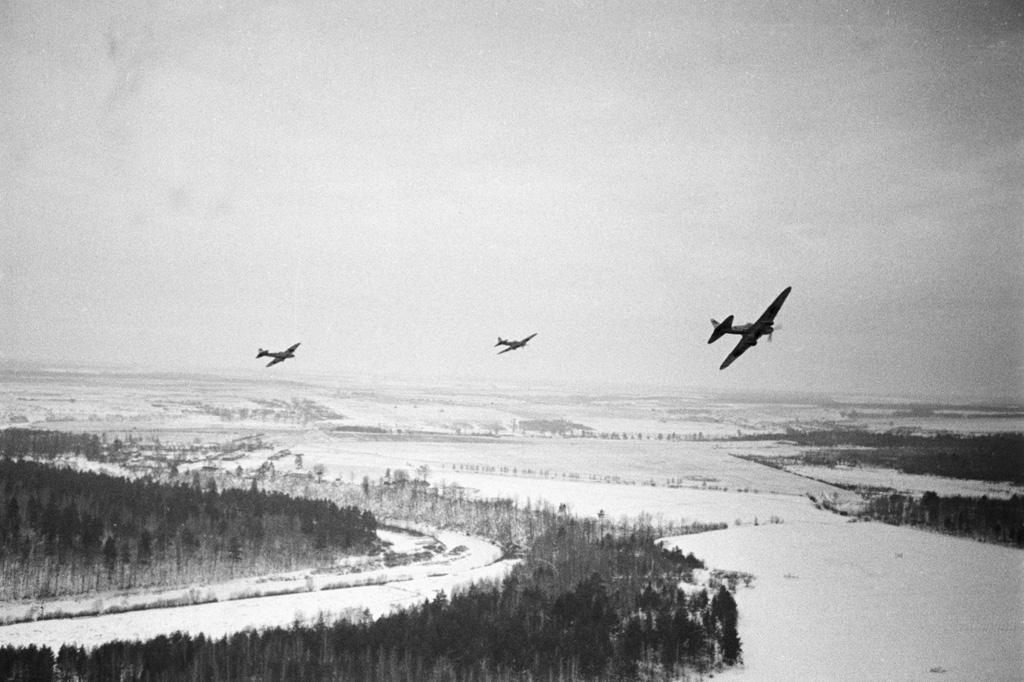
„Sovětská letadla létají nad nepřátelskými pozicemi nacistů poblíž Moskvy.“ Rusko, 1. prosince 1941
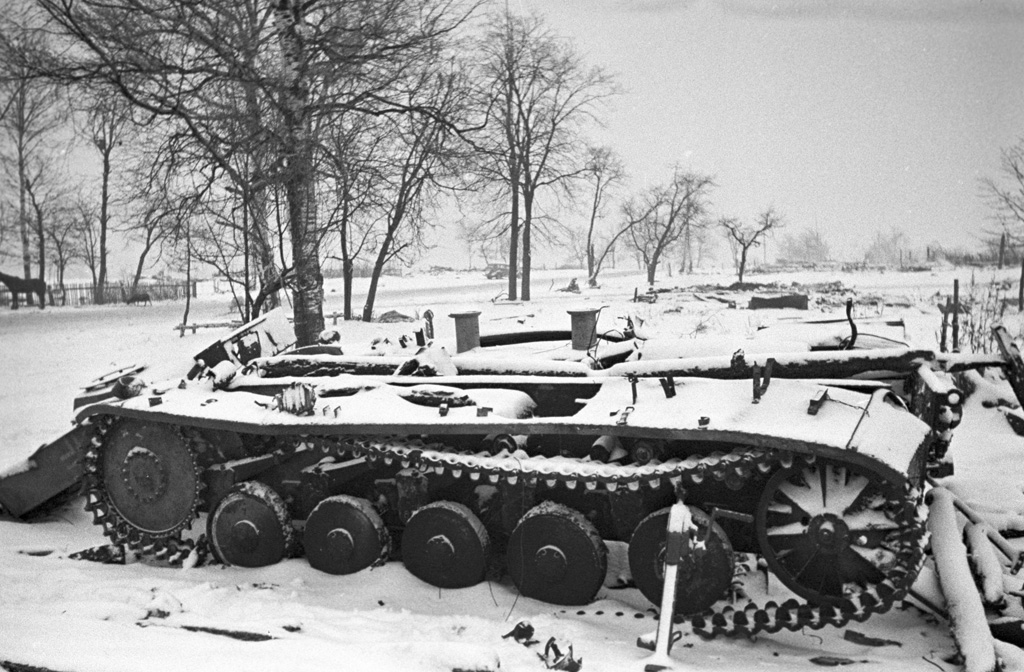
„Rozbité německé tanky poblíž Moskvy.“ Rusko, 10. prosince 1941
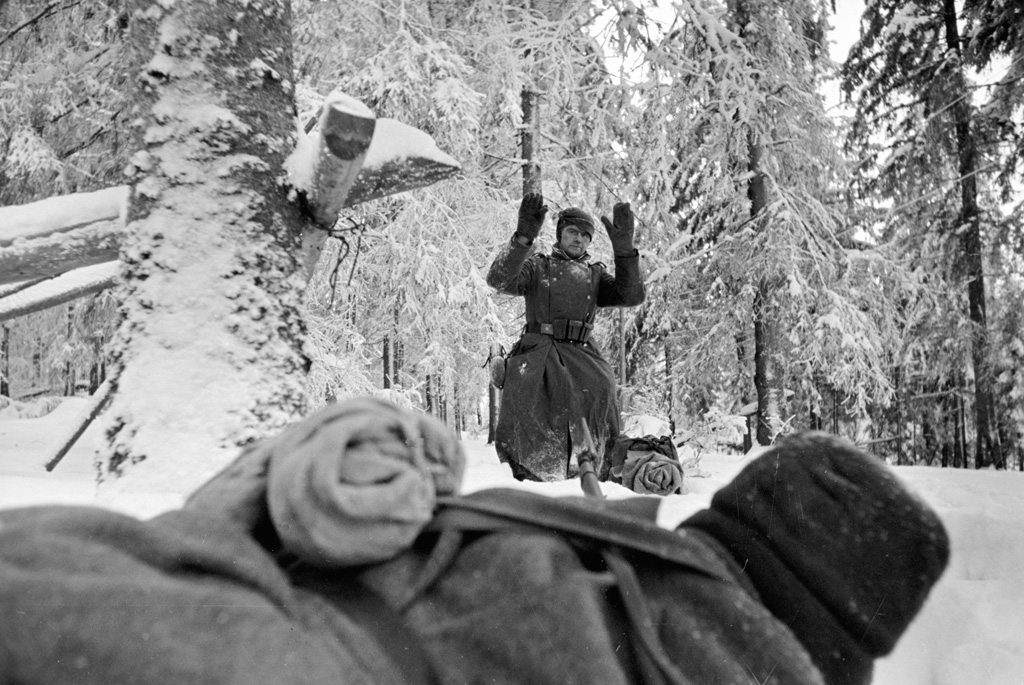
„Fašista se vzdává.“ Němec vychází z lesa s rukama vzhůru. Rusko, Solněčnogorsk, Moskevská oblast, prosinec 1941